# Kryptoprotestantismus

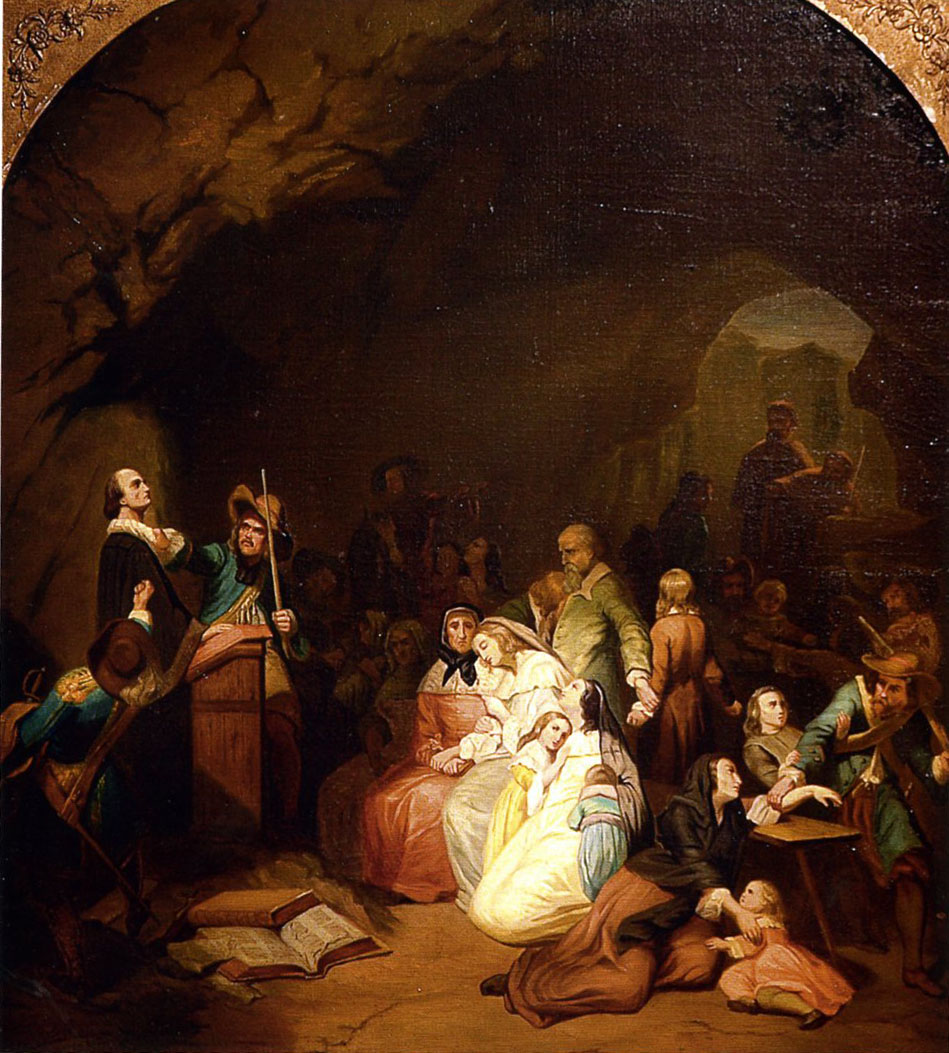
Tajné protestantské shromáždění překvapené katolickými vojáky (obraz Karla Girardeta z roku 1842)

Kryptoprotestantismus obecně znamená utajovaný příklon k protestantismu; v historiografii je převážně užíván k označení historického náboženského proudu, který se vyskytoval zejména na území Habsburské monarchie. Jeho synonymem je tajný protestantismus (něm. Geheimprotestantismus) či tajné evangelictví. Francouzská historická věda používá pro analogický jev ve francouzských dějinách (hugenoti v letech 1685–1787) pojem Église du désert (Církev pouště).

## Charakteristika
Výraz označuje reakci na pokus o znovuzískání zpět pod katolickou správu těch části císařství, které se v období po protestantské reformaci staly protestantskými. V praxi protestantští obyvatelé násilně rekatolizovaných území navenek předstírali příkon ke katolicismu, zatímco uvnitř stále vyznávali vlastní konfesi. Po vydání tolerančního patentu v roce 1781 byl protestantismus opět povolen, a od té doby se protestanti již mohli ke své víře otevřeně hlásit.